# Листик (ботаніка)

Листики мімози

Листик . В різних мовах для називання частини складного листка або відомим словам надаються додаткові значення (англійською leaflet (листівка ), німецькою blättchen (цигарковий папір),  або використовується зменшена форма слова (французькою foliole від feuille,
італійською pinnula від pinna, польською listek від liść)... В українській теж нема окремого слова для називання частини складного листка. Проте, у ботаніці листиком можна називати частину складного листка. Такий листик розташований на черешку. Складний листок має рахіс, спільний стержень. Складні листки є в багатьох сімействах рослин, і вони відрізняються за морфологією. Два основних класи складної морфології листя — пальчасті та перисті. Наприклад, коноплі мають пальчасті складні листя,  деякі види акацій мають листя перисті   .

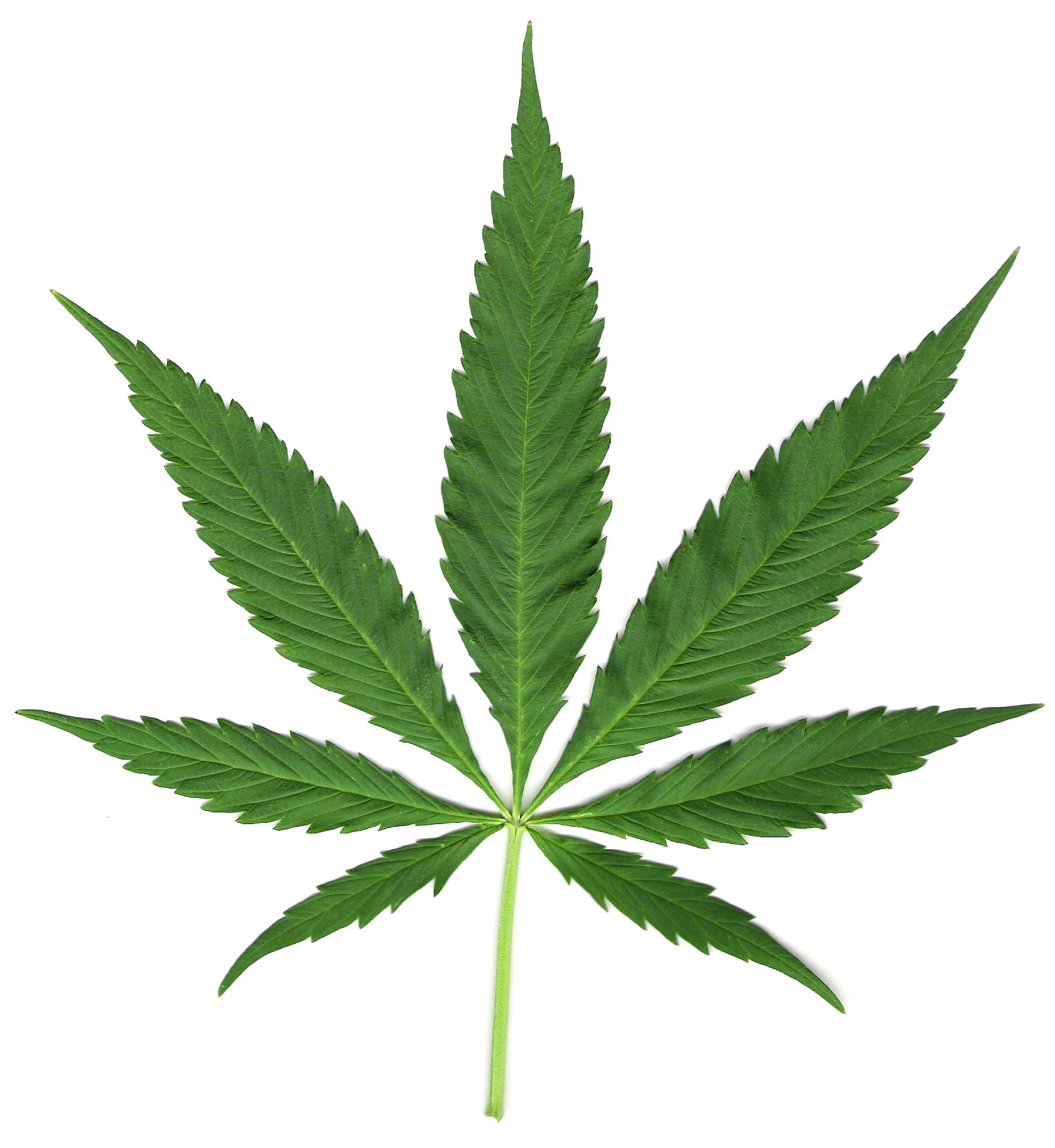
Пальчасте розміщення листиків конопель

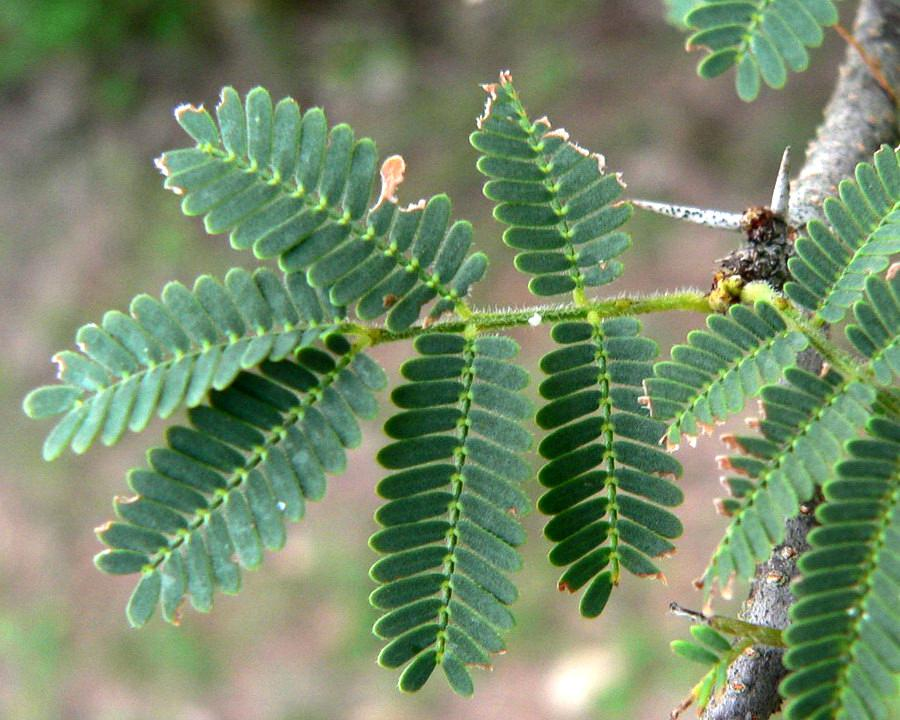
Листок Acacia tortuosa має 3 пари перистих листиків, розділених на 11-13 пар